# 조인기
조인기(1981년 7월 1일 ~ )은 대한민국의 희극 배우이다. 그는 대한민국 해군 사병으로 복무하였다.

## 출연작

### 방송
- 코미디하우스 (MBC)
- 웃찾사 (SBS)